# Philip Emeagwali

Philip Emeagwali

Philip Emeagwali (Akure, Nigeria, 23 augustus 1954) is een Nigeriaans-Amerikaans ingenieur en informaticus. Hij groeide op in een arm gezin dat voor oorlog was gevlucht, en onvoldoende geld had om hem naar school te sturen. Uiteindelijk studeerde Emeagwali aan de University of London, George Washington University, de University of Maryland en de University of Michigan.
Philip Emeagwali onderzocht de mogelijkheden om oliereserves in kaart te brengen met een supercomputer. Hij maakte echter geen gebruik van de destijds dure supercomputers, maar verbond grote aantallen microprocessors met elkaar om de berekeningen uit te voeren. Hiervoor kwam de Connection Machine van het Los Alamos National Laboratory van pas: deze machine kon 65.536 processors met elkaar verbinden. In 1987 slaagde de proef van Emeagwali. Hij ontving in 1989 de Gorden Bell Prijs voor deze verdienste. Het concept van relatief goedkope computers die aan elkaar verbonden worden en zo met elkaar kunnen communiceren, zou hebben bijgedragen aan de verdere ontwikkeling van het internet.
Er zijn echter twijfels ontstaan over de verdiensten van Emeagwali. Zo zou hij zichzelf onterecht beschouwen als een 'vader van het internet': het internet bestond namelijk al geruime tijd, en het werk van Emeagwali aan de Connection Machine zou hier geen enkele bijdrage aan hebben geleverd. Ook zou hij zichzelf onterecht academische titels hebben aangemeten, en bleken zijn claims over patenten onterecht.